# Tweede Hugo de Grootstraat

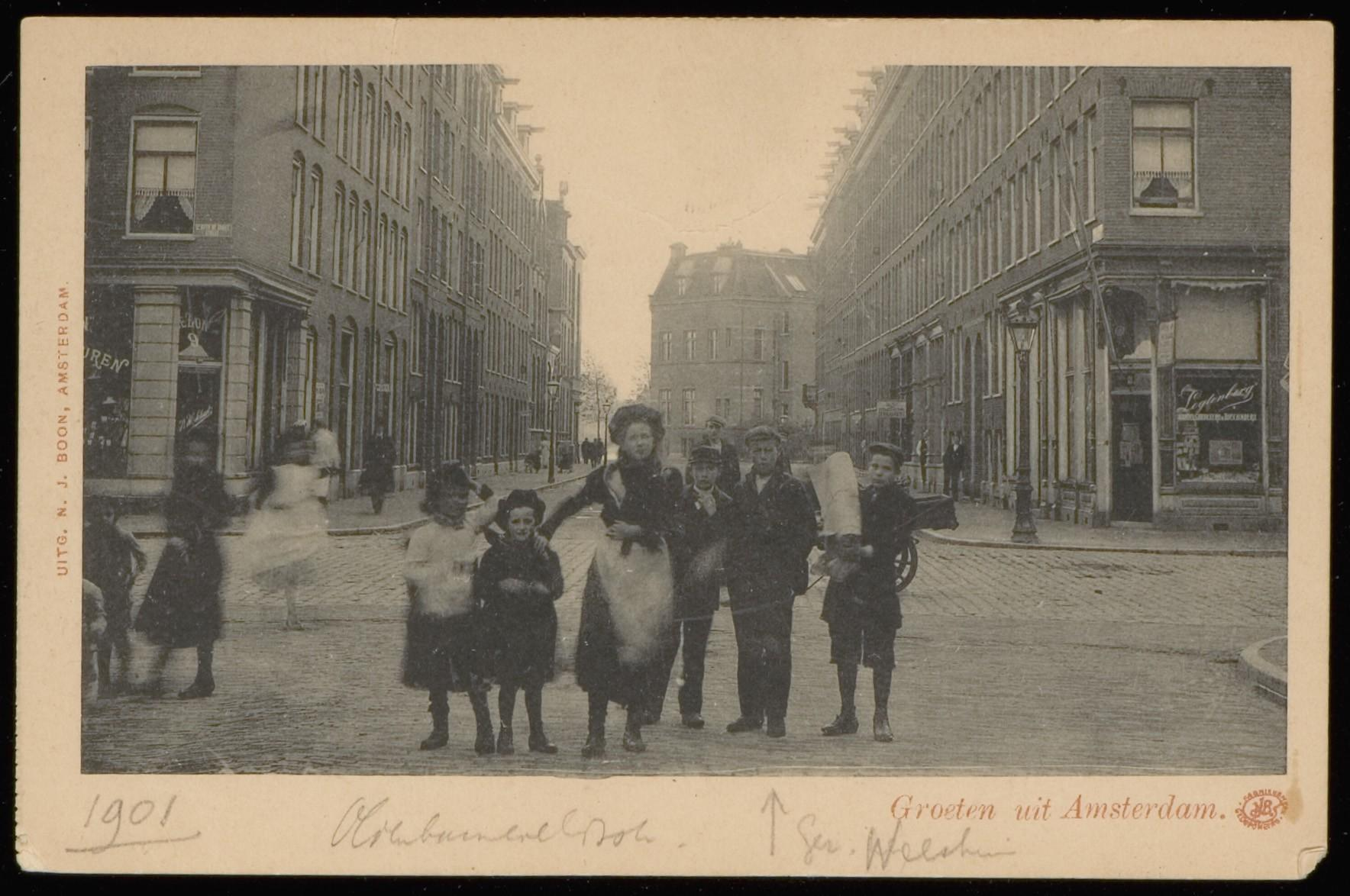
Tweede Hugo de Grootstraat ca. 1901

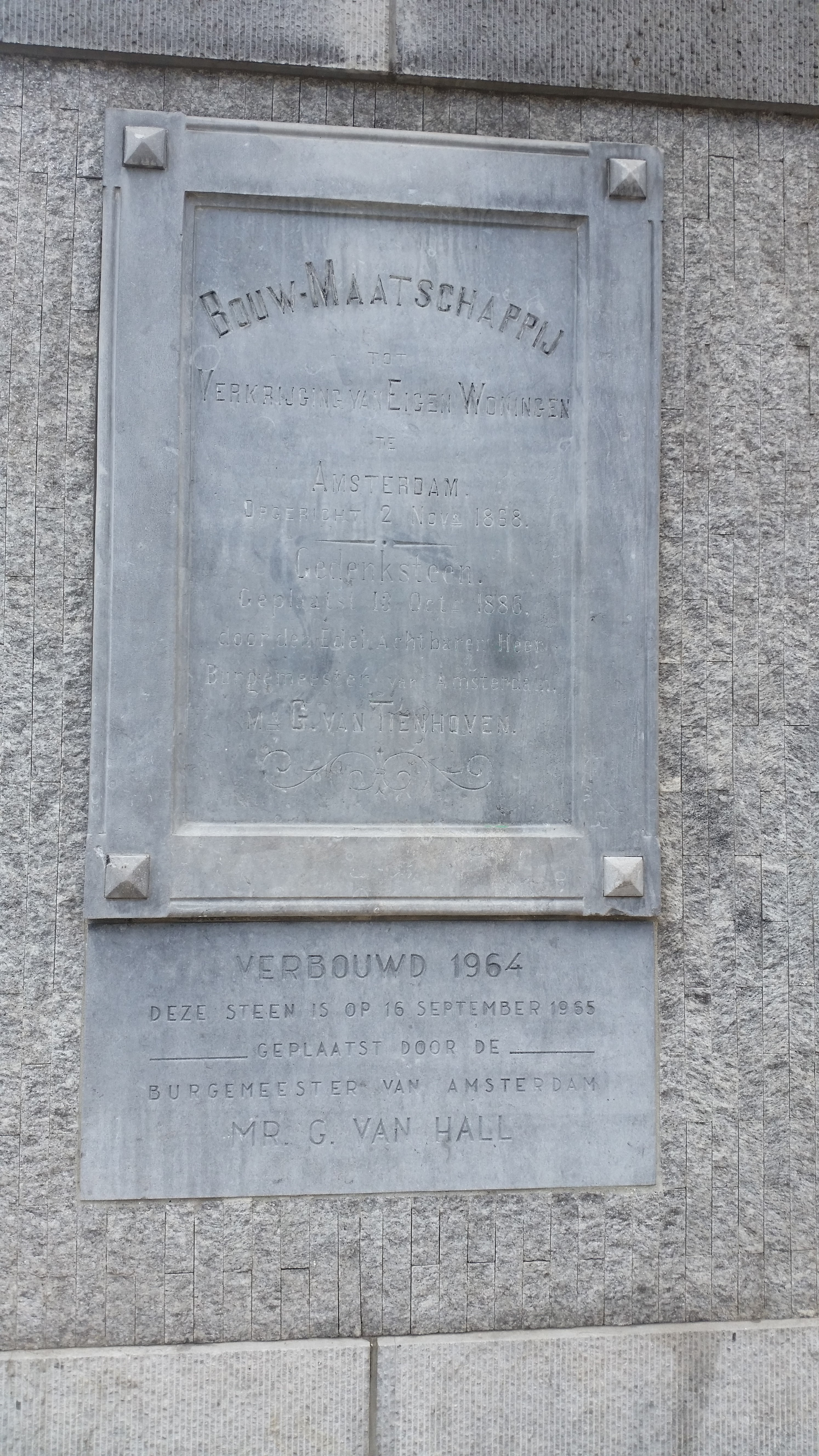
Een van de twee plaquettes (2018)

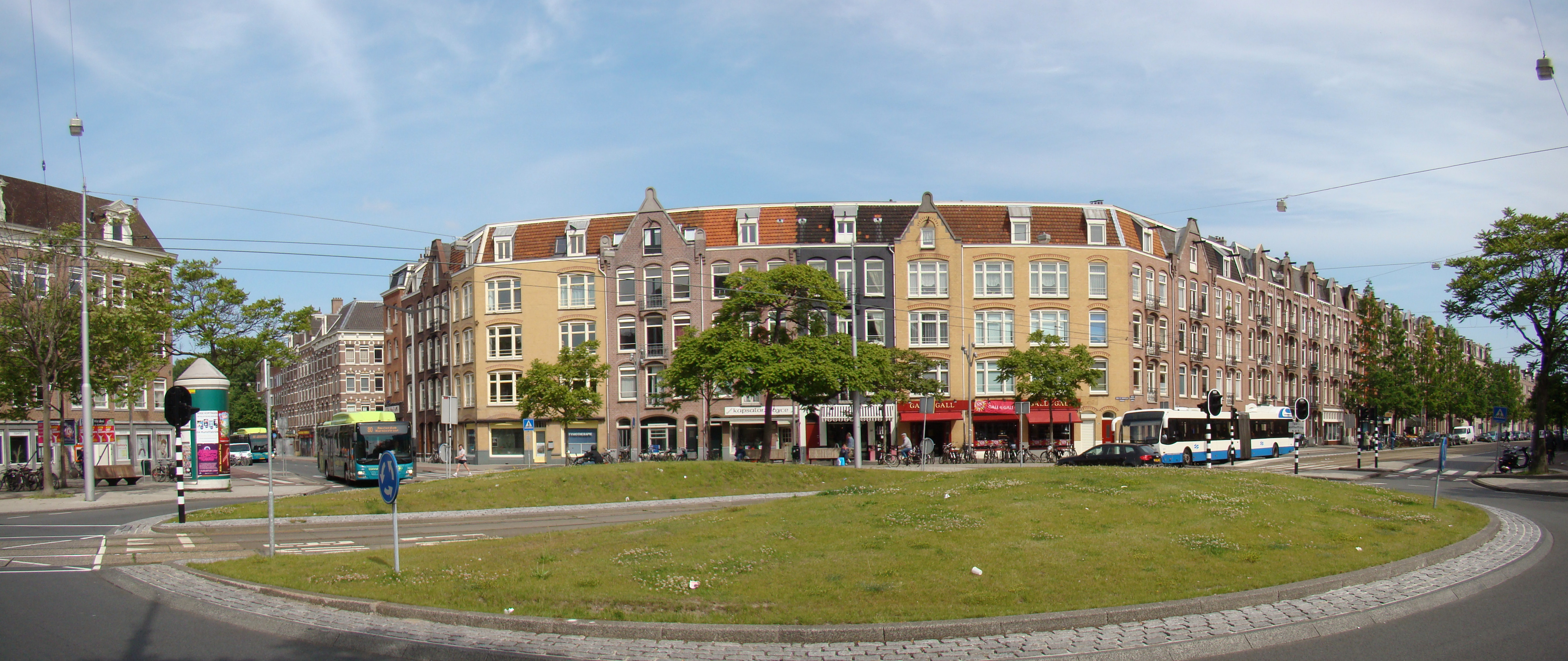
De rotonde op het Hugo de Grootplein met links de ingang Tweede Hugo de Grootstraat.

De Tweede Hugo de Grootstraat is een straat in de Frederik Hendrikbuurt in Amsterdam-West. Ze kreeg per raadsbesluit van 30 maart 1881 haar naam, samen met de Eerste en Derde Hugo de Grootstraat, het Hugo de Grootplein en Hugo de Grootkade/Hugo de Grootgracht. De omringende buurt wordt ook wel de Hugo de Grootbuurt genoemd. Alle vernoemingen voeren terug op de Nederlandse humanist en schrijver Hugo de Groot (1584-1645). Meerdere steden hebben straten naar hem vernoemd.

## Ligging en geschiedenis
De Tweede Hugo de Grootstraat begint aan de Nassaukade, de westelijke kade van de Singelgracht en eindigt bij de Beltbrug over de Kostverlorenvaart. Ongeveer halverwege kruist ze op het Hugo de Grootplein de Frederik Hendrikstraat.
De Tweede Hugo de Grootstraat groeide uit tot een drukke woon-, winkel- en verkeersstraat. Ze maakt deel uit van de Stadsroute 105, die vanaf Slotermeer via de Burgemeester Röellstraat, Jan van Galenstraat tot aan de Nassaukade reikt. Die stadsroute zou richting binnenstad nog een voortzetting krijgen via de Raampoortbrug naar de Marnixstraat (deze kreeg later eenrichtingsverkeer) en Rozengracht, maar daar werd van afgezien. Dit is nog wel terug te vinden in de verhoudingsgewijs veel te brede Raampoortbrug. Andersom is het een drukke verbinding tussen de binnenstad, waaronder de Jordaan, en de Rijksweg 10.
Door het vele verkeer waaronder ook stads-, regiobussen en trams was het Hugo de Grootplein jarenlang vanwege relatief veel ongevallen met letsel een blackspot. De kruising werd daarom in 2007 vervangen door een rotonde die een snelheidsbeperkende factor is.

## Gebouwen
De straat werd vanaf 1881 volgebouwd, waarbij verschillen in bouwstijlen optraden. De lage huisnummers bestaan uit enkelvoudige panden met hier en daar een blokje; de hogere huisnummers maken deel uit van woningblokken, die hele gevelwanden in beslag nemen. Die laatste categorie betreffen complexen met arbeiderswoningen. Een of meer complexen werden gebouwd door/voor de Bouwmaatschappij tot verkrijging van eigen woningen. Dit is nog terug te vinden in een gedenksteen bevestigd aan een pand op de hoek van de Tweede Hugo de Grootstraat en de Van Houweningenstraat. Ze lieten bijvoorbeeld ook Tweede Hugo de Grootstraat 60 (ingeklemd tussen de Gillis van Ledenberchstraat 99-135 en Rombout Hogerbeetsstraat 100-136) bouwen naar een ontwerp van Simon Pieter Herfst (timmerman-architect).

### Gemeentelijk monument
De huisnummers 2 tot en met 18 en 3 tot en met 17 (de straat kent geen huisnummer 1) vormen een gemeentelijk monument. Het zijn tegenover elkaar liggende woninkjes die neergezet zijn door het Protestantsch Weduwen- en Weezenfonds; ze waren bestemd voor weduwen met kinderen. Het waren van origine allemaal woningen, de woningen op de begane grond werden later omgebouwd tot winkels. Een bijzonderheid is dat bij het huisnummer 2 een uitsparing in de bebouwing is gemaakt ten behoeve van de kinderen van de aldaar gevestigde kinderbewaarplaats (kleuterschool). Het blok 2 tot en met 18 vormde enige tijd het eind van de stadsbebouwing zo is op een prent uit 1881 te zien. Door latere verbouwingen werd het een blok in eclectische stijl; van origine neoclassicisme met ornamenten in renaissancestijl; later werden er winkelbetimmeringen aangebracht in de Amsterdamse School. Het basisontwerp kwam van Egbert Roels Kuipers, geen officiële architect, maar timmerman en aannemer. Deze Kuipers zou drie architecten grootbrengen: Roelof Kuipers, Tjeerd Kuipers en Foeke Kuipers.

## Gedenkstenen
In de straat zijn in het deel tussen plein en Kostverlorenvaart twee gedenkstenen te vinden. Een van de gedenkstenen bevindt zich op de kruising Tweede Hugo de Grootstraat en Van Houweningenstraat. Deze vermeldt de in 1868 opgerichte Bouwmaatschappij tot verkrijging van eigen woningen en werd in oktober 1888 onthuld door burgemeester Gijsbert van Tienhoven, toezichthouder bij de maatschappij. Toen het complex in 1964 gerenoveerd werd, werd er een aanvullende gedenksteen onthuld; die droeg de naam van burgemeester Gijs van Hall.
Bij huisnummer 60 is een gedenksteen geplaatst met personalia van de maatschappij.

## Openbaar vervoer
Bus 18 en Connexxion bus 80 rijden door de Tweede Hugo de Grootstraat evenals van 1959-1981 bus 14 en van 1959-2006 bus 21. In de loop der jaren hebben ook enkele andere spits en streeklijnen gereden door de straat.

## Eerste en Derde Hugo de Grootstraat

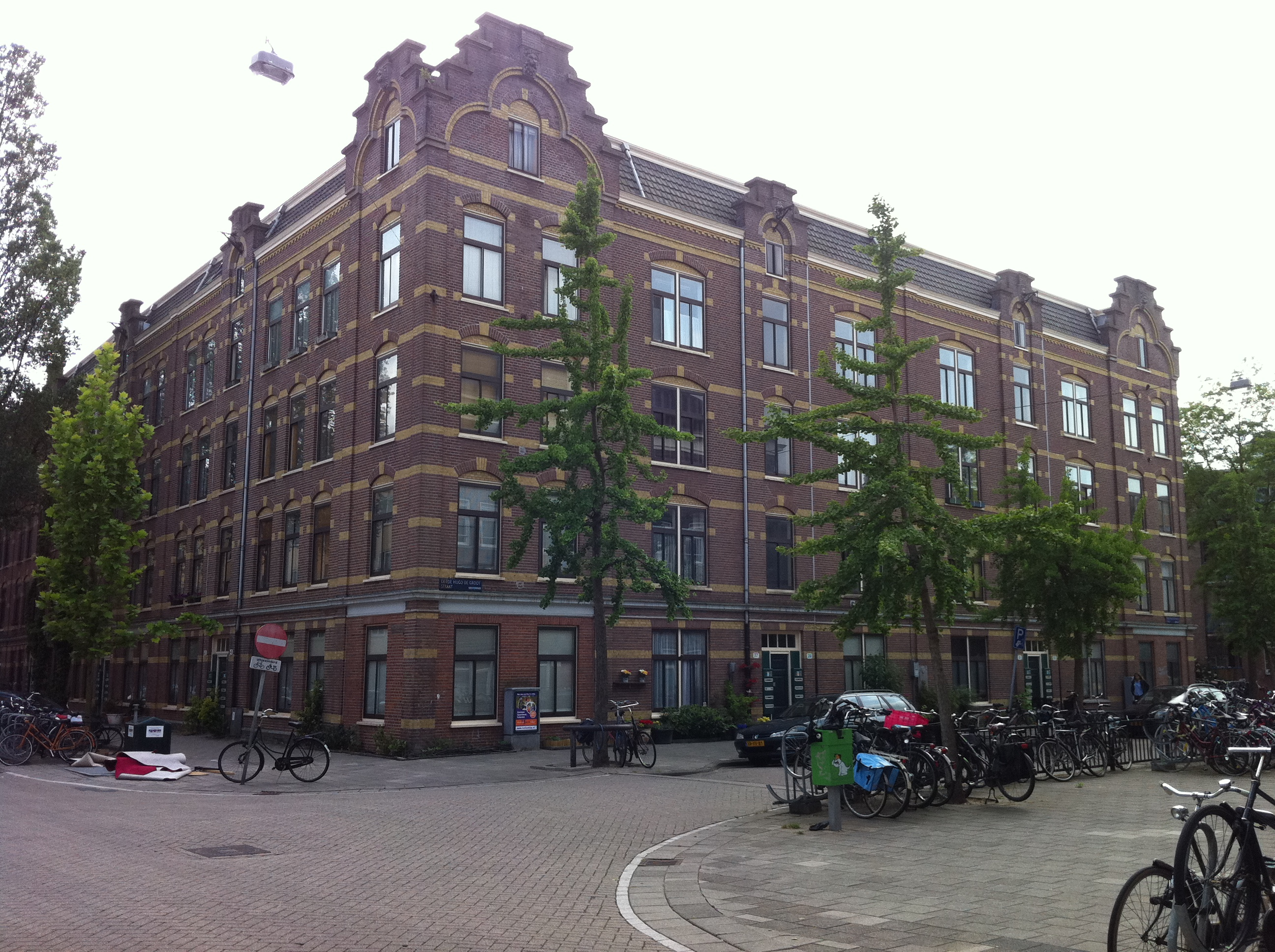
Arbeiderswoningen van de Maatschappij voor Volkswoningen aan de Derde Hugo de Grootstraat

In tegenstelling tot de Tweede Hugo de Grootstraat zijn de Eerste en Derde Hugo de Grootstraat smalle woonstraten typerend voor eind 19e eeuw. De noordelijk gelegen Eerste Hugo de Grootstraat is net als de Tweede een verbindingsstraat tussen de Nassaukade en Kostverlorenvaart. De Derde begint aan de Van Oldebarneveldtstraat en eindigt ook op de Kostverlorenvaart. Ze krijgen relatief weinig verkeer. Een deel van de Derde Hugo de Grootstraat maakt deel uit van de bebouwing van het blok van de Maatschappij voor Volkswoningen.